# 岸部陞
岸部 陞（きしべ すすむ、1936年（昭和11年）6月23日 - 2025年5月15日）は、日本の政治家、医師。元秋田県北秋田市長（1期）。

## 人物
弘前大学大学院医学研究科博士課程修了後、北秋中央病院勤務。院長を務めた。2003年の鷹巣町長選挙に出馬、高福祉・合併反対を掲げる3期目の現職岩川徹を破り、初当選。
2005年3月22日、鷹巣町は、北秋田郡の森吉町・合川町・阿仁町の3町と合併し北秋田市となり廃止された。これに伴い行われた北秋田市長選挙で旧鷹巣町議との一騎討ちを制し、初代市長に当選した。
2012年（平成24年）11月22日、医師退職による無医村問題に揺れる上小阿仁村に赴き、上小阿仁村国保診療所所長に就任、診療を開始した。村は後任が決まるまで当分の間、診療を続けてもらう方針であると発表されたが、北秋田市内所在の介護老人保健施設の管理者として招聘されたため、退任している。
2025年5月15日午後8時15分、老衰のため北秋田市民病院で死去した。88歳没。叙従五位、瑞宝小綬章追贈。